# Checkpoint (Zellbiologie)
Der Terminus Checkpoint bezeichnet in der Zellbiologie einen Kontrollpunkt – sowie gleichzeitig den dahinterstehenden Kontrollmechanismus –, der die zeitliche Abfolge von Zellzyklusprozessen reguliert.

## Eigenschaften
Die Aktivierung von Zellzyklus-Checkpoints wurde ursprünglich als Antwort auf spezifische zelluläre Fehlfunktionen beschrieben, mittlerweile ist jedoch die Auffassung verbreitet, dass Checkpoints integrale Bestandteile von physiologischen Zellzyklusabläufen sind.
So versteht man unter dem mitotischen Checkpoint (auch Spindle Checkpoint) einen Mechanismus, der den zeitlichen Ablauf der Mitose mit der Anheftung der Kinetochore an den mitotischen Spindelapparat koordiniert.